# Saison 2010 de l'équipe cycliste Saxo Bank
La saison 2010 de l'équipe cycliste Saxo Bank est la dixième de l'équipe. Elle débute en janvier sur le Tour Down Under et se termine en octobre sur la Japan Cup. En tant qu'équipe ProTour, elle participe au calendrier de l'UCI ProTour. L'équipe termine à la 1re place du  classement mondial UCI.

## Déroulement de la saison

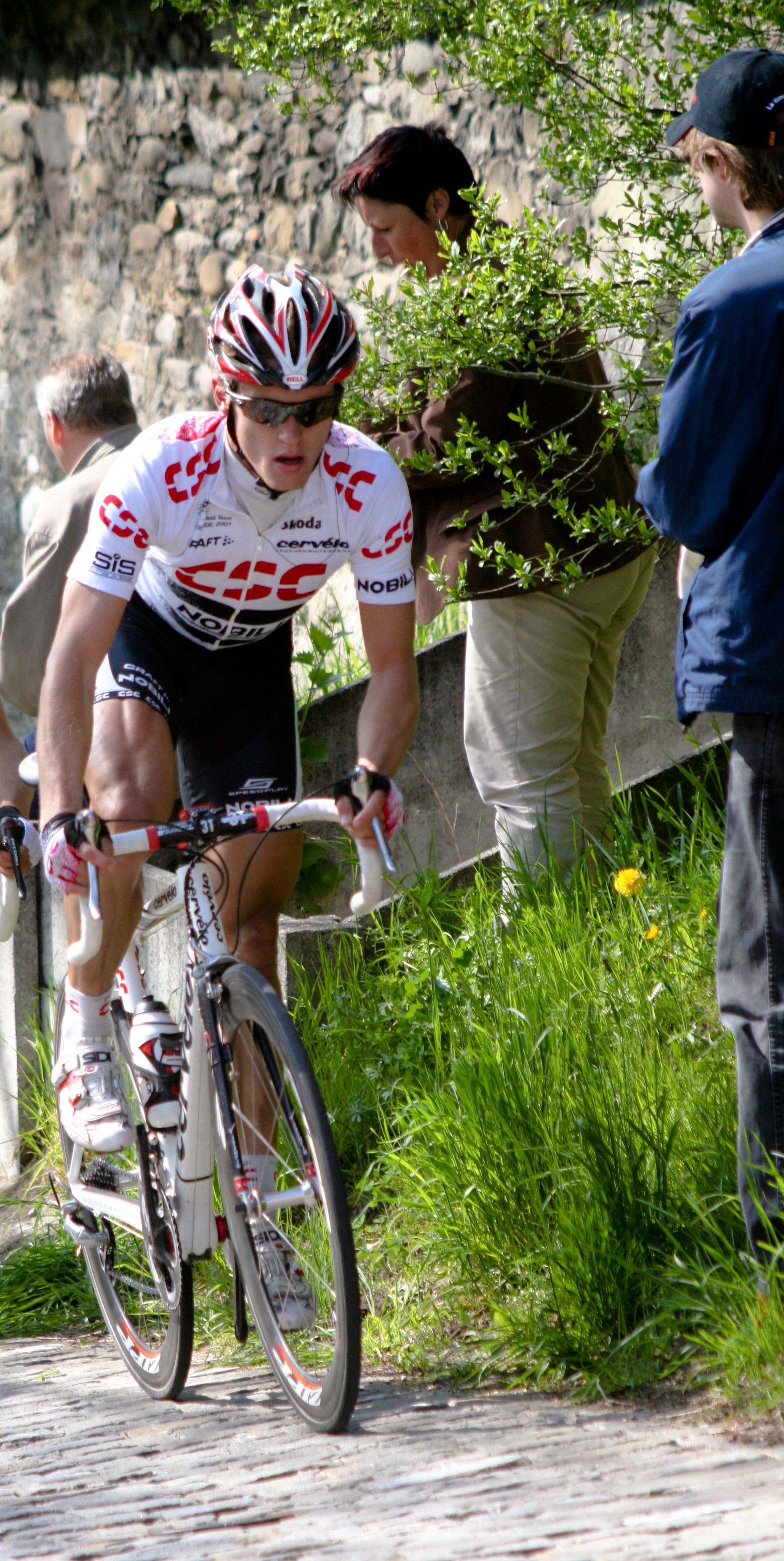
Matti Breschel

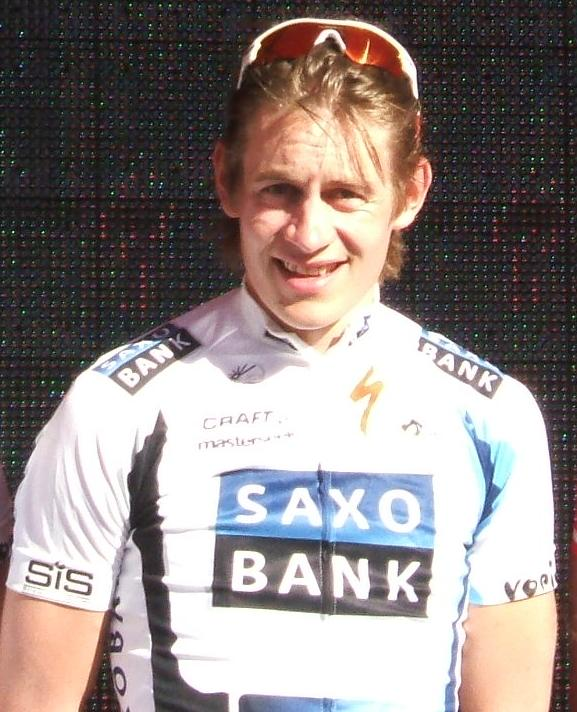
Kasper Klostergaard

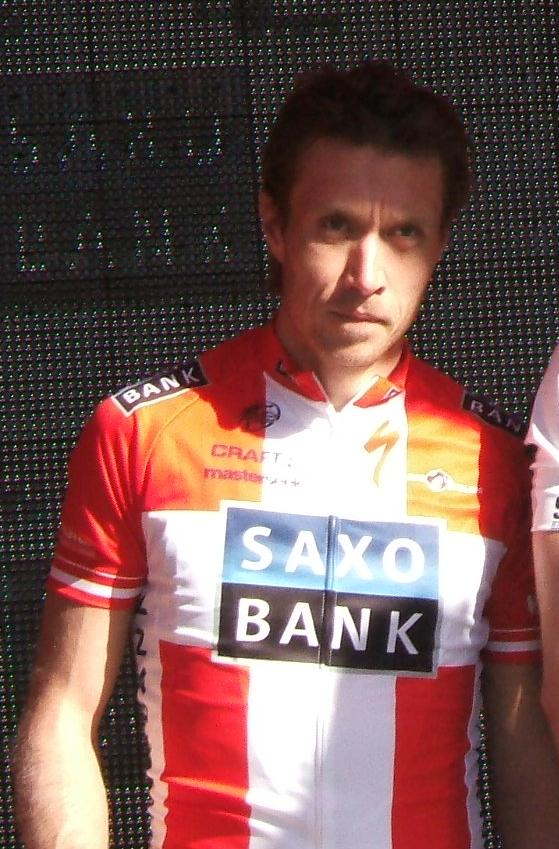
Nicki Sørensen

## Préparation de la saison 2010

### Arrivées et départs
| Arrivées              | Équipe 2009                        |
| --------------------- | ---------------------------------- |
| Baden Cooke           | Vacansoleil                        |
| Laurent Didier        | Designa Køkken                     |
| Lucas Sebastián Haedo | Colavita-Sutter Home-Cooking Light |
| Jonas Aaen Jørgensen  | Capinordic                         |
| Jarosław Marycz       | Viris Vigevano                     |
| Richie Porte          | Praties                            |

| Départs           | Équipe 2010                     |
| ----------------- | ------------------------------- |
| Kurt Asle Arvesen | Sky                             |
| Lars Ytting Bak   | HTC-Columbia                    |
| Lasse Bøchman     | Glud & Marstrand-LRØ Rådgivning |
| Matthew Goss      | HTC-Columbia                    |
| Alexandr Kolobnev | Katusha                         |
| Karsten Kroon     | BMC Racing                      |
| Marcus Ljungqvist | Directeur sportif Sky           |
| Jason McCartney   | RadioShack                      |
| Jurgen Van Goolen | Omega Pharma-Lotto              |

## Coureurs et encadrement technique

### Effectif
Pour la saison 2010, la formation Saxo Bank compte 26 coureurs, dont 12 Danois. Elle enregistre six nouvelles arrivées, dont celle d'un néo-professionnel, le Polonais Jarosław Marycz.
| Cycliste              | Date de naissance | Nationalité | Équipe 2009                        |
| --------------------- | ----------------- | ----------- | ---------------------------------- |
| Jonathan Bellis       | 16 août 1988      | Royaume-Uni | Saxo Bank                          |
| Matti Breschel        | 31 août 1985      | Danemark    | Saxo Bank                          |
| Fabian Cancellara     | 18 mars 1981      | Suisse      | Saxo Bank                          |
| Baden Cooke           | 12 octobre 1978   | Australie   | Vacansoleil                        |
| Laurent Didier        | 19 juillet 1984   | Luxembourg  | Designa Køkken                     |
| Jakob Fuglsang        | 22 mars 1985      | Danemark    | Saxo Bank                          |
| Lucas Sebastián Haedo | 18 avril 1983     | Argentine   | Colavita-Sutter Home-Cooking Light |
| Juan José Haedo       | 26 janvier 1981   | Argentine   | Saxo Bank                          |
| Frank Høj             | 14 janvier 1973   | Danemark    | Saxo Bank                          |
| Jonas Aaen Jørgensen  | 20 avril 1986     | Danemark    | Capinordic                         |
| Domenik Klemme        | 31 janvier 1986   | Allemagne   | Saxo Bank                          |
| Kasper Klostergaard   | 22 mai 1983       | Danemark    | Saxo Bank                          |
| Gustav Larsson        | 20 septembre 1980 | Suède       | Saxo Bank                          |
| Anders Lund           | 14 février 1985   | Danemark    | Saxo Bank                          |
| Jarosław Marycz       | 17 avril 1987     | Pologne     | Viris Vigevano                     |
| Michael Mørkøv        | 30 avril 1985     | Danemark    | Saxo Bank                          |
| Stuart O'Grady        | 6 août 1973       | Australie   | Saxo Bank                          |
| Richie Porte          | 30 janvier 1985   | Australie   | Praties                            |
| Alex Rasmussen        | 9 juin 1984       | Danemark    | Saxo Bank                          |
| Andy Schleck          | 10 juin 1985      | Luxembourg  | Saxo Bank                          |
| Fränk Schleck         | 15 avril 1980     | Luxembourg  | Saxo Bank                          |
| Chris Anker Sørensen  | 5 septembre 1984  | Danemark    | Saxo Bank                          |
| Nicki Sørensen        | 14 mai 1975       | Danemark    | Saxo Bank                          |
| André Steensen        | 12 octobre 1987   | Danemark    | Saxo Bank                          |
| Jens Voigt            | 17 septembre 1971 | Allemagne   | Saxo Bank                          |

## Bilan de la saison

### Victoires
| Date       | Course                                        | Pays       | Classe | Vainqueur            |
| ---------- | --------------------------------------------- | ---------- | ------ | -------------------- |
| 19/02/2010 | Classement général du Tour d'Oman             | Oman       | 2.1    | Fabian Cancellara    |
| 20/02/2010 | Mumbai Cyclothon                              | Inde       | 1.2    | Juan José Haedo      |
| 24/02/2010 | 4e étape du Tour d'Andalousie                 | Espagne    | 2.1    | Alex Rasmussen       |
| 24/03/2010 | À travers les Flandres                        | Belgique   | 1.1    | Matti Breschel       |
| 25/03/2010 | 4e étape du Tour de Catalogne                 | Espagne    | PT     | Jens Voigt           |
| 27/03/2010 | Grand Prix E3                                 | Belgique   | 1.HC   | Fabian Cancellara    |
| 28/03/2010 | 7e étape du Tour de Catalogne                 | Espagne    | PT     | Juan José Haedo      |
| 04/04/2010 | Tour des Flandres                             | Belgique   | PT     | Fabian Cancellara    |
| 05/04/2010 | Tour de Cologne                               | Allemagne  | 1.1    | Juan José Haedo      |
| 11/04/2010 | Paris-Roubaix                                 | France     | HIS    | Fabian Cancellara    |
| 30/04/2010 | 3e étape du Tour de Romandie                  | Suisse     | PT     | Richie Porte         |
| 01/05/2010 | Grand Prix Herning                            | Danemark   | 1.1    | Alex Rasmussen       |
| 05/05/2010 | 1re étape des Quatre Jours de Dunkerque       | France     | 2.HC   | Alex Rasmussen       |
| 07/05/2010 | 3e étape des Quatre Jours de Dunkerque        | France     | 2.HC   | Alex Rasmussen       |
| 16/05/2010 | 8e étape du Tour d'Italie                     | Italie     | HIS    | Chris Anker Sørensen |
| 30/05/2010 | 21e étape du Tour d'Italie                    | Italie     | HIS    | Gustav Larsson       |
| 04/06/2010 | 2e étape du Tour de Luxembourg                | Luxembourg | 2.HC   | Fränk Schleck        |
| 08/06/2010 | 2e étape du Critérium du Dauphiné             | France     | PT     | Juan José Haedo      |
| 12/06/2010 | 1re étape du Tour de Suisse                   | Suisse     | PT     | Fabian Cancellara    |
| 14/06/2010 | 3e étape du Tour de Suisse                    | Suisse     | PT     | Fränk Schleck        |
| 20/06/2010 | Classement général du Tour de Suisse          | Suisse     | PT     | Fränk Schleck        |
| 23/06/2010 | Championnat de Suède du contre-la-montre      | Suède      | CN     | Gustav Larsson       |
| 24/06/2010 | Championnat de Pologne du contre-la-montre    | Pologne    | CN     | Jarosław Marycz      |
| 24/06/2010 | Championnat du Danemark du contre-la-montre   | Danemark   | CN     | Jakob Fuglsang       |
| 24/06/2010 | Championnat du Luxembourg du contre-la-montre | Luxembourg | CN     | Andy Schleck         |
| 27/06/2010 | Championnat du Danemark sur route             | Danemark   | CN     | Nicki Sørensen       |
| 27/06/2010 | Championnat du Luxembourg sur route           | Luxembourg | CN     | Fränk Schleck        |
| 03/07/2010 | Prologue du Tour de France                    | France     | HIS    | Fabian Cancellara    |
| 11/07/2010 | 8e étape du Tour de France                    | France     | HIS    | Andy Schleck         |
| 17/07/2010 | 1re étape du Tour de la communauté de Madrid  | Espagne    | 2.1    | Gustav Larsson       |
| 22/07/2010 | 17e étape du Tour de France                   | France     | HIS    | Andy Schleck         |
| 24/07/2010 | 19e étape du Tour de France                   | France     | HIS    | Fabian Cancellara    |
| 25/07/2010 | Classement général du Tour de France          | France     | HIS    | Andy Schleck,        |
| 06/08/2010 | 3e étape du Tour du Danemark                  | Danemark   | 2.HC   | Matti Breschel       |
| 08/08/2010 | Classement général du Tour du Danemark        | Danemark   | 2.HC   | Jakob Fuglsang       |
| 18/08/2010 | 2e étape du Tour du Limousin                  | France     | 2.1    | Gustav Larsson       |
| 20/08/2010 | Classement général du Tour du Limousin        | France     | 2.1    | Gustav Larsson       |

### Résultats sur les courses majeures
Les tableaux suivants représentent les résultats de l'équipe dans les principales courses du calendrier international (les cinq classiques majeures et les trois grands tours). Pour chaque épreuve est indiqué le meilleur coureur de l'équipe, son classement ainsi que les accessits glanés par Saxo Bank sur les courses de trois semaines.

#### Classiques
| Classique            | Milan-San Remo       | Tour des Flandres       | Paris-Roubaix           | Liège-Bastogne-Liège | Tour de Lombardie   |
| -------------------- | -------------------- | ----------------------- | ----------------------- | -------------------- | ------------------- |
| Coureur (classement) | Matti Breschel (11e) | Fabian Cancellara (1er) | Fabian Cancellara (1er) | Andy Schleck (5e)    | Jakob Fuglsang (4e) |

#### Grands tours
| Grand tour           | Tour d'Italie                                                 | Tour de France | Tour d'Espagne     |
| -------------------- | ------------------------------------------------------------- | --- | ------------------ |
| Coureur (classement) | Richie Porte (7e)                                             | Andy Schleck (1er) | Fränk Schleck (4e) |
| Accessits            | 2 victoires d'étapes (Chris Anker Sørensen et Gustav Larsson) | 4 victoires d'étapes (Fabian Cancellara (2) et Andy Schleck (2)), classement général et classement du meilleur jeune (Andy Schleck) | -                  |

### Classement UCI
L'équipe Saxo Bank termine à la première place du Calendrier mondial avec 1 055 points. Ce total est obtenu par l'addition des points des cinq meilleurs coureurs de l'équipe au classement individuel que sont Andy Schleck, 9e avec 308 points, Fabian Cancellara, 14e avec 254 points, Fränk Schleck, 16e avec 230 points, Richie Porte, 34e avec 133 points, et Jakob Fuglsang, 37e avec 130 points,.
| Rang | Coureur               | Points |
| ---- | --------------------- | ------ |
| 9    | Andy Schleck          | 308    |
| 14   | Fabian Cancellara     | 254    |
| 16   | Fränk Schleck         | 230    |
| 34   | Richie Porte          | 133    |
| 37   | Jakob Fuglsang        | 130    |
| 76   | Jens Voigt            | 62     |
| 117  | Juan José Haedo       | 29     |
| 122  | Gustav Larsson        | 21     |
| 136  | Matti Breschel        | 16     |
| 137  | Chris Anker Sørensen  | 16     |
| 155  | Lucas Sebastián Haedo | 12     |
| 229  | Alex Rasmussen        | 3      |
| 262  | Jarosław Marycz       | 1      |